# Ingrīda Circene
Ingrīda Circene (6. december 1956 i Riga i Lettiske SSR) er en lettisk læge og politiker, der repræsenterer det politiske parti Vienotība (tidligere Jaunais laiks). Circene er den nuværende lettiske sundhedsminister, og har været deputeret i flere samlinger af det lettiske parlament Saeima.

## Uddannelse og arbejde
I 1975 afsluttede Circene Rigas 4. mellemskole, og i 1981 dimitterede hun fra Rigas Medicinske Institut. Mens hun studerede ved institutet arbejdede hun også ved Linezers Hospital samt en af Rigas skadestuer. I 1981 begyndte Circene at arbejde i Aizpute som gynækolog. I 1993 udnævntes hun til Aizputes cheflæge, og fem år senere til cheflæge for Liepājas distrikt – med ansvar for klinikker, sygehusets gynækologiske og kirurgiske afdelinger, fødeafdelinger samt børnehospital.

## Politisk karriere
Ingrīda Circene har været valgt til Aizpute Byråd tre gange. I 2002 meldte hun sig ind i det politiske parti Jaunais laiks og blev deputeret i 8. Saeima, hvor hun var formand for komitéen for menneskerettigheder og offentlige anliggender. Siden den 19. marts 2005 er Circene medlem af den lettiske delegation ved Europarådets parlamentariske forsamling. Efter Āris Auders' afgang blev hun udnævnt til sundhedsminister i Ainars Repšes regering, et embede hun havde fra den 10. april 2003 til den 9. marts 2004. Efter regeringens afgang fortsatte hun som almindelig deputeret.
I 2006 genvalgtes Circene som deputeret til 9. Saeima, og virkede som medlem af komitéen for menneskerettigheder og offentlige anliggender. I 2009 var Circene kandidat til Europa-Parlamentsvalget, men blev ikke indvalgt. I 2010 genvalgtes hun til 10. Saeima, denne gang for det politiske parti Vienotība.
I 2011 stillede Circene op til genvalg til 11. Saeima, men blev lige netop ikke genvalgt. Den 25. oktober 2011 udnævntes hun til at være  sundhedsminister i Valdis Dombrovskis' tredje regering.